# Stary cmentarz żydowski w Biskupicach (województwo lubelskie)
Stary cmentarz żydowski w Biskupicach – został założony w połowie XVIII wieku. Najstarszy zachowany nagrobek pochodzi z 1792. Cmentarz ma powierzchnię około 0,7 ha i znajduje się w zachodniej części miejscowości w pobliżu ulicy Miłej. Zachowało się na nim około 20 nagrobków.
Prowadziła do niego droga z bramą (zachowane relikty), a obok stał dom modlitwy (niezachowany). 
Cmentarz wpisany jest do rejestru zabytków na mocy decyzji nr A/1004 z 08.05.1990.